# Rulltrappan
"Rulltrappan" är en sång från 1977 av den svenske musikern Ola Magnell. Den finns med på hans tredje studioalbum Höstkänning (1977).
Låten spelades in i Metronomes studio i Stockholm och producerades av Anders Burman. Medverkade gjorde Magnell på sång och gitarr, Lasse Englund på gitarr och bakgrundssång samt Marie Bergman och Turid Lundqvist på bakgrundssång.
Låten har tolkats av 13th Floor Escalators på tributalbumet Påtalåtar – en hyllning till Ola Magnell (2005). Låten släpptes även som singel i denna version. Därutöver har den i Magnells version medtagits på samlingsalbumet Ola Magnell: 74–87 (1994) samt Ola Magnell: Guldkorn (2000).

## Medverkande
- Marie Bergman – bakgrundssång
- Lasse Englund – gitarr, bakgrundssång
- Turid Lundqvist – bakgrundssång
- Ola Magnell – sång, gitarr

### Fotnoter
1. 1 2  ”Ola Magnell”. Svensk mediedatabas. http://smdb.kb.se/catalog/search?q=ola+magnell&sort=OLDEST. Läst 24 januari 2013.
2. ↑  ”Höstkänning”. Ola Magnell. http://www.magnell.nu/diskografi/h%C3%B6stk%C3%A4nning-1525599. Läst 24 januari 2013.